# Museo Diocesano y Catedralicio de Valladolid
El Museo Diocesano y Catedralicio de Valladolid se encuentra en el interior de la Catedral de Nuestra Señora de la Asunción de Valladolid, comunidad autónoma de Castilla y León, España.
Fue inaugurado en 1965, por iniciativa del entonces Arzobispo de Valladolid, José García y Goldaraz. Sus fondos se encuentran repartidos a lo largo de once capillas, restauradas y acondicionadas al efecto, que tuvieron un carácter funerario dentro de la antigua Colegiata de Santa María.
En la actualidad posee más de 450 piezas entre pintura, escultura policromada, orfebrería y marfiles. Destacan, por su calidad y por ser representativas del arte del Barroco español, las obras del Ecce Homo de Gregorio Fernández y la custodia de Juan de Arfe.

## Descripción

Planta actual de la Catedral de Valladolid, con cada una de sus partes numeradas. Los números 11 a 18 se refieren al Museo Diocesano y Catedralicio:1.Capilla de San Juan Evangelista
2.Capilla de Nuestra Señora de los Dolores
3.Capilla de Nuestra Señora del Sagrario
4.Capilla de San Fernando
5.Capilla Mayor
6.Capilla de la Magdalena
7.Capilla de San José
8.Capilla de San Pedro
9.Capilla de San Miguel
10.Sacristía
11.Capilla de San Lorenzo
12.Sala Capitular
13.Capilla de Santo Tomás
14.Ángulo del Claustro
15.Capilla de San Blas y de San Juan Evangelista
16.Torre de la Colegiata
17.Capilla de Santa Inés
18.Sala Nueva del Museo

### Capilla de San Lorenzo

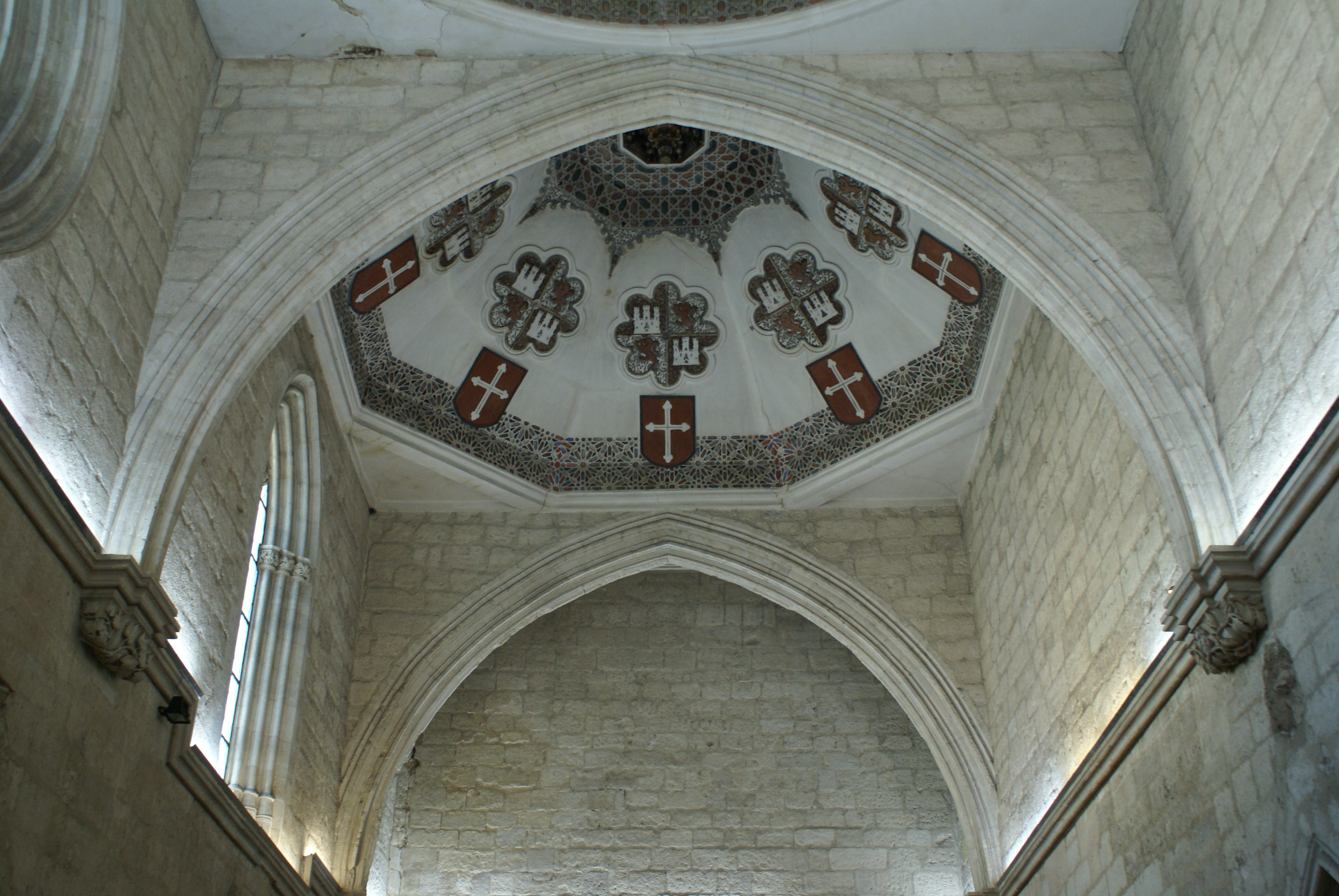
Cúpula octogonal de la capilla de San Lorenzo.

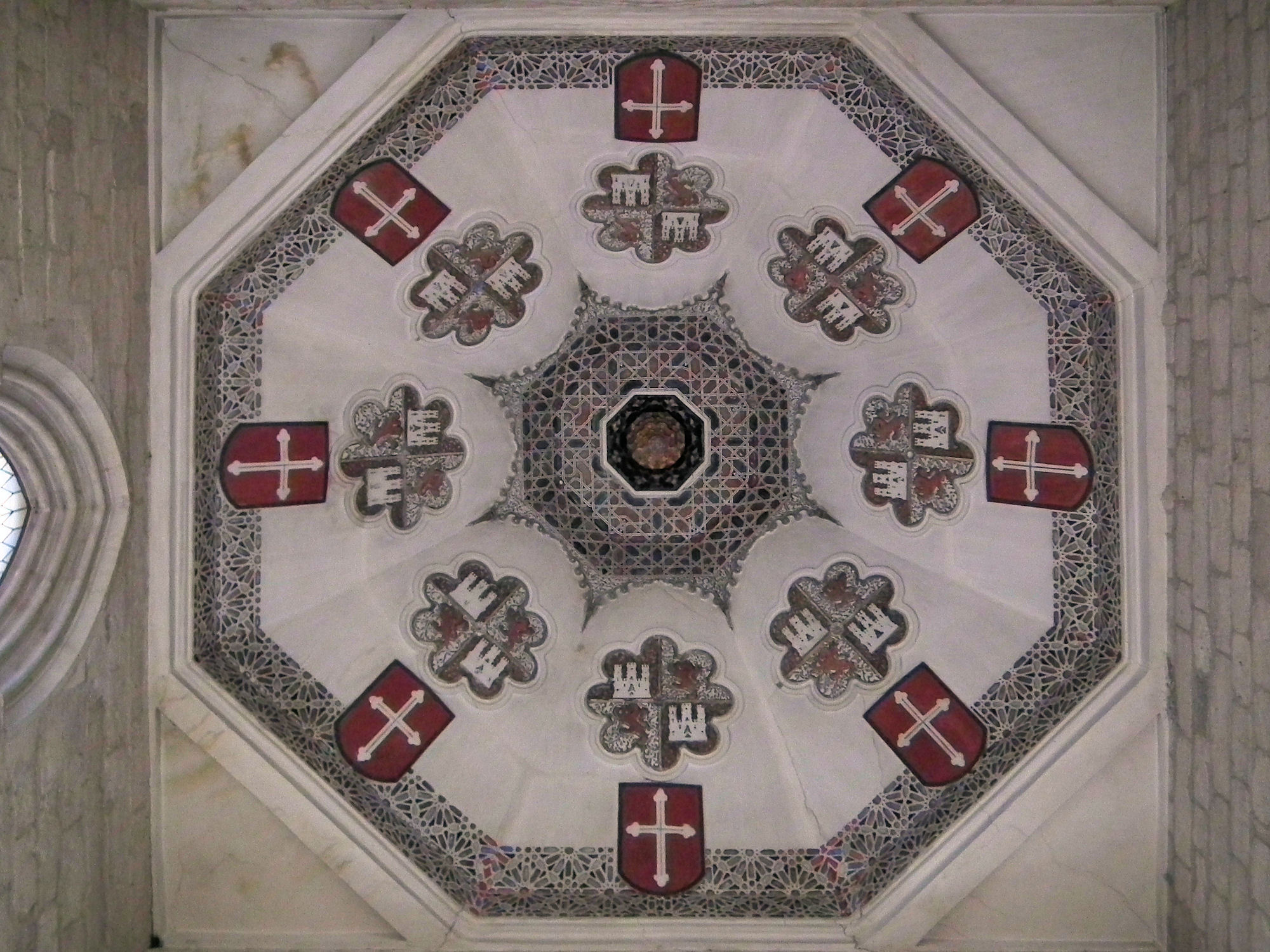
Decoración de la Cúpula.

La capilla de San Lorenzo (o de San Llorente), se construyó a partir de 1345, cubriéndose con dos cúpulas mudéjares decoradas con motivos geométricos y heráldicos. En ella se exhiben piezas como los sepulcros del siglo XIII, procedentes del monasterio bernardo de Palazuelos, varias esculturas de Alejo de Vahía, un retablo de la Piedad, original de Francisco Giralte y una terracota de tema similar modelada por el escultor de origen francés Juan de Juni a quien también corresponde el busto del Ecce Homo.
Otra obra destacable es el relieve policromado del Llanto sobre Cristo Muerto de Isidro de Villoldo.
En esta sala se encuentran asimismo el grupo de San Martín con el pobre, obra de Gregorio Fernández, siendo esta su primera obra conocida y la Magdalena realizada por Pedro de Ávila.

### Sala Capitular

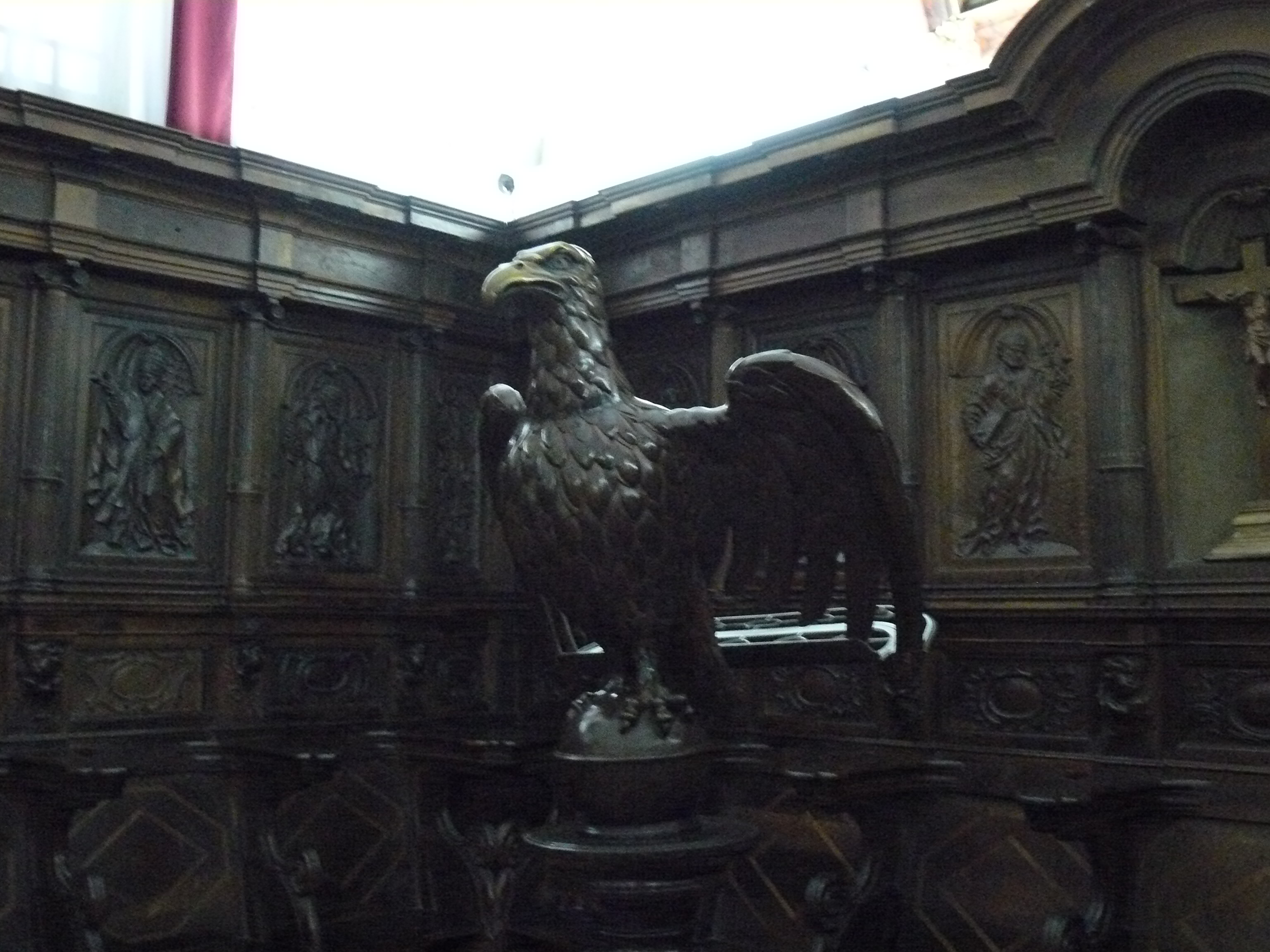
Detalle de la sillería de la Sala Capitular.

Desde un lateral de la capilla de San Lorenzo se accede a la Sala Capitular. Fue construida en el siglo XVII, usando parte de una crujía del claustro colegial. Se cubre con bóveda de cañón con lunetos y yeserías. Posee una sillería barroca de Felipe de Espinabete, tallada en 1764 para el coro alto la iglesia del monasterio de San Benito el Real de Valladolid y trasladada a la Catedral en 1867. Además, contiene varias pinturas y esculturas, dos de ellas traídas de San Pablo de la Moraleja.
Destaca en ella el Apostolado que se encuentra en sus muros, obra del conquense Cristóbal García Salmerón y, en el centro de la sala en una urna de cristal, el Ecce-Homo de Gregorio Fernández (1615).

### Capilla de Santo Tomás

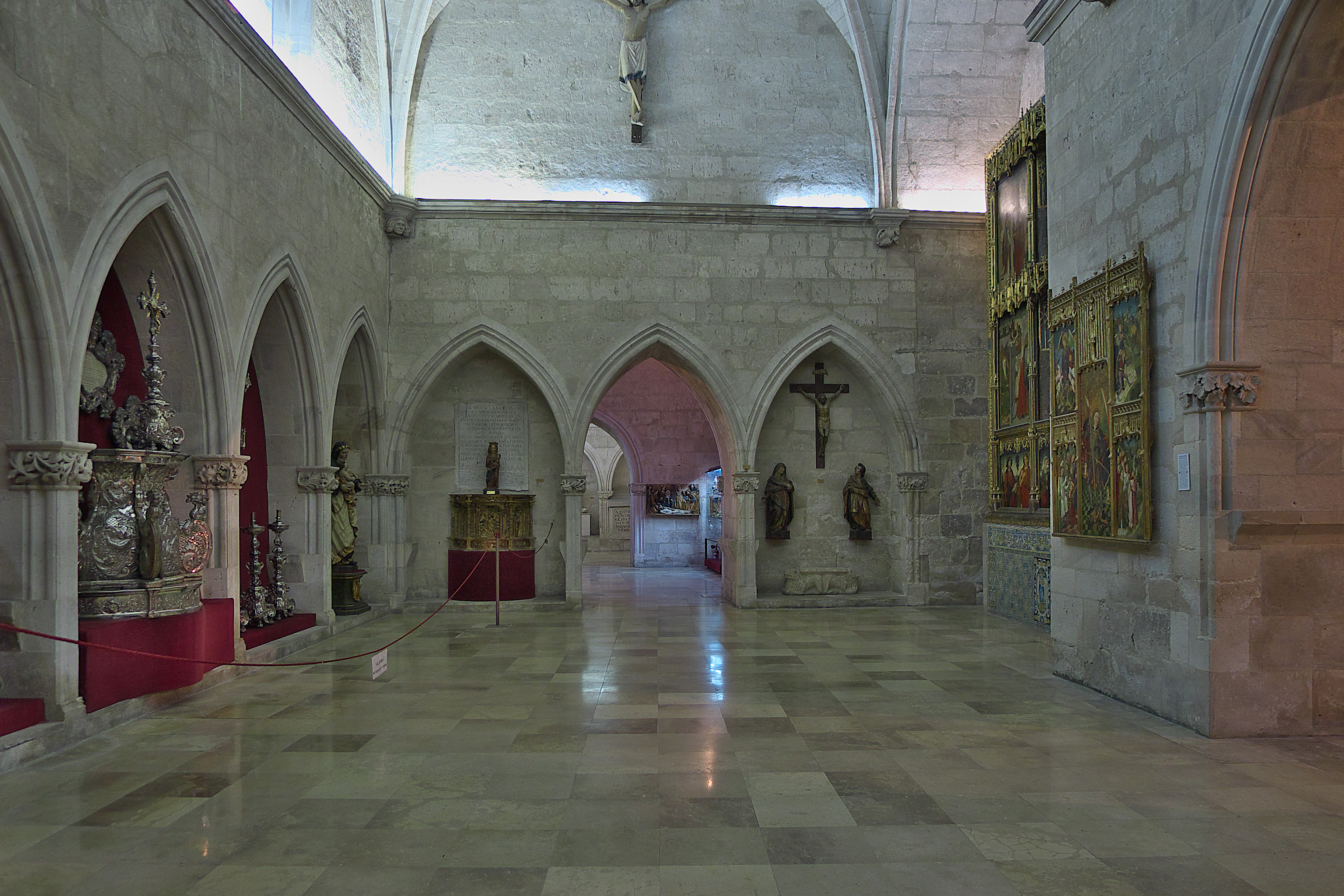
Capilla de Santo Tomás. A la derecha, acceso al ángulo del Claustro, al fondo, la capilla de San Blas y San Juan Evangelista.

La capilla de San Lorenzo comunica por el fondo con la de Santo Tomás, bajando unos escalones. Fue reconstruida en los años siguientes a 1331. Tiene planta rectangular, con nueve arcosolios y cuatro puertas en los muros, y se cubre con dos bóvedas de crucería. Sirvió como sacristía desde 1634, al menos.
En la esquina izquierda de la capilla hay un cristo del siglo XVI, acompañado por dos ladrones, tallados por el Maestro de San Pablo de la Moraleja hacia 1500.
En esta capilla se exhibe una colección de Vírgenes, la mayoría góticas, y un retablo procedente de la iglesia de Santa María La Antigua, con pinturas dedicadas a Santa Ana.

### Ángulo del Claustro

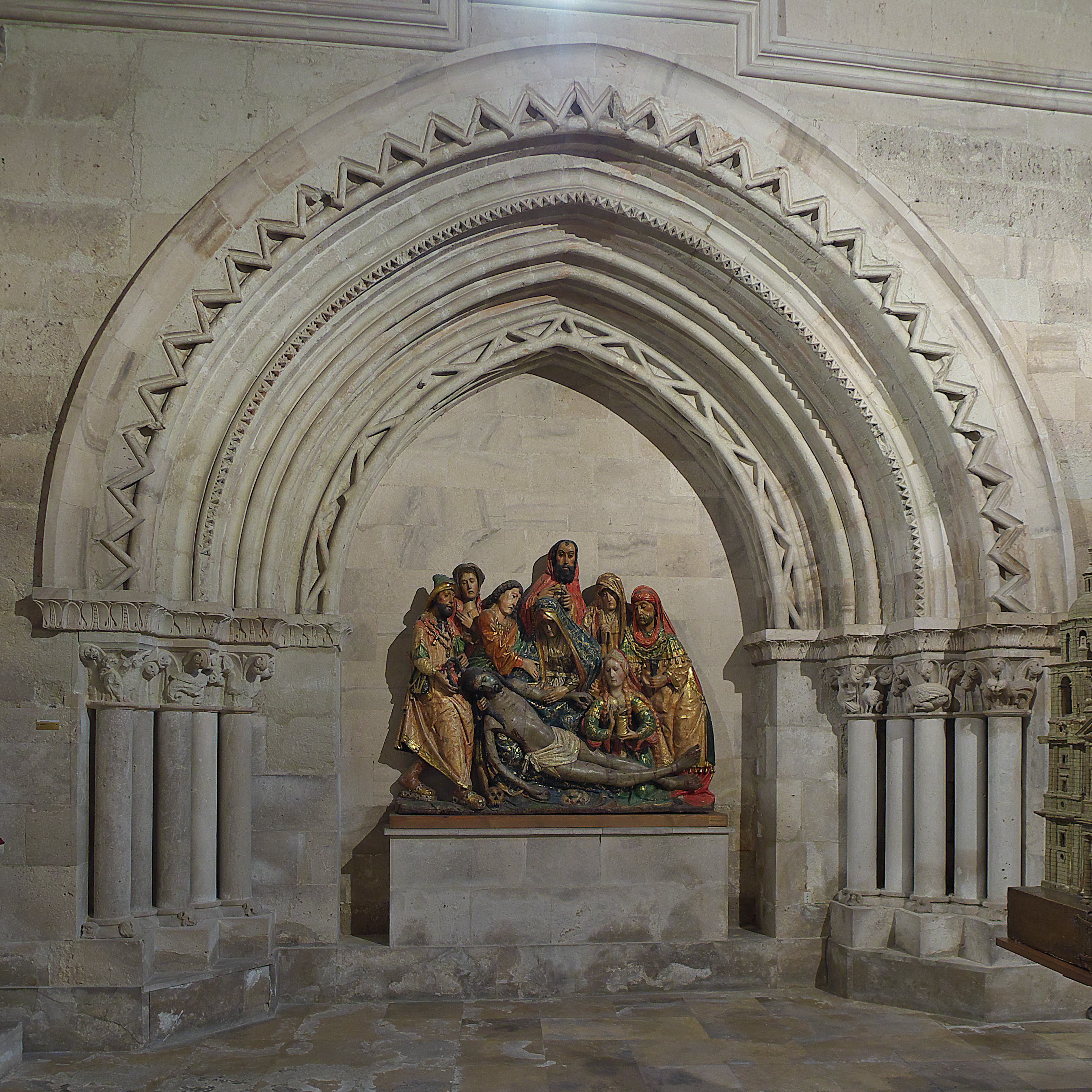
Llanto sobre Cristo muerto, detalle del ángulo del Claustro.

Desde el lateral derecho de la capilla de Santo Tomás se accede al único resto visible del claustro primitivo, en el que se encontraba la portada sur de la Colegiata, en estilo cisterciense. Cobijado en su interior figura un grupo del Llanto sobre Cristo muerto, de estilo hispano flamenco, atribuido al maestro de San Pablo de la Moraleja, cuyo fuerte expresionismo contrasta con la elegancia de los atavíos.
A Gregorio Fernández pertenece la escultura del arcángel San Gabriel de estilizada silueta y muy importante, por ser uno de los pocos desnudos de nuestra escultura.
Los sitiales proceden del coro de la capilla del Colegio de San Gregorio (una de las sedes del Museo Nacional de Escultura). Las puertas que se hallan distribuidas por varias capillas del Museo formaron en su día los respaldos de la sillería hispano flamenca de la Colegiata.

### Capilla de San Blas y San Juan Evangelista

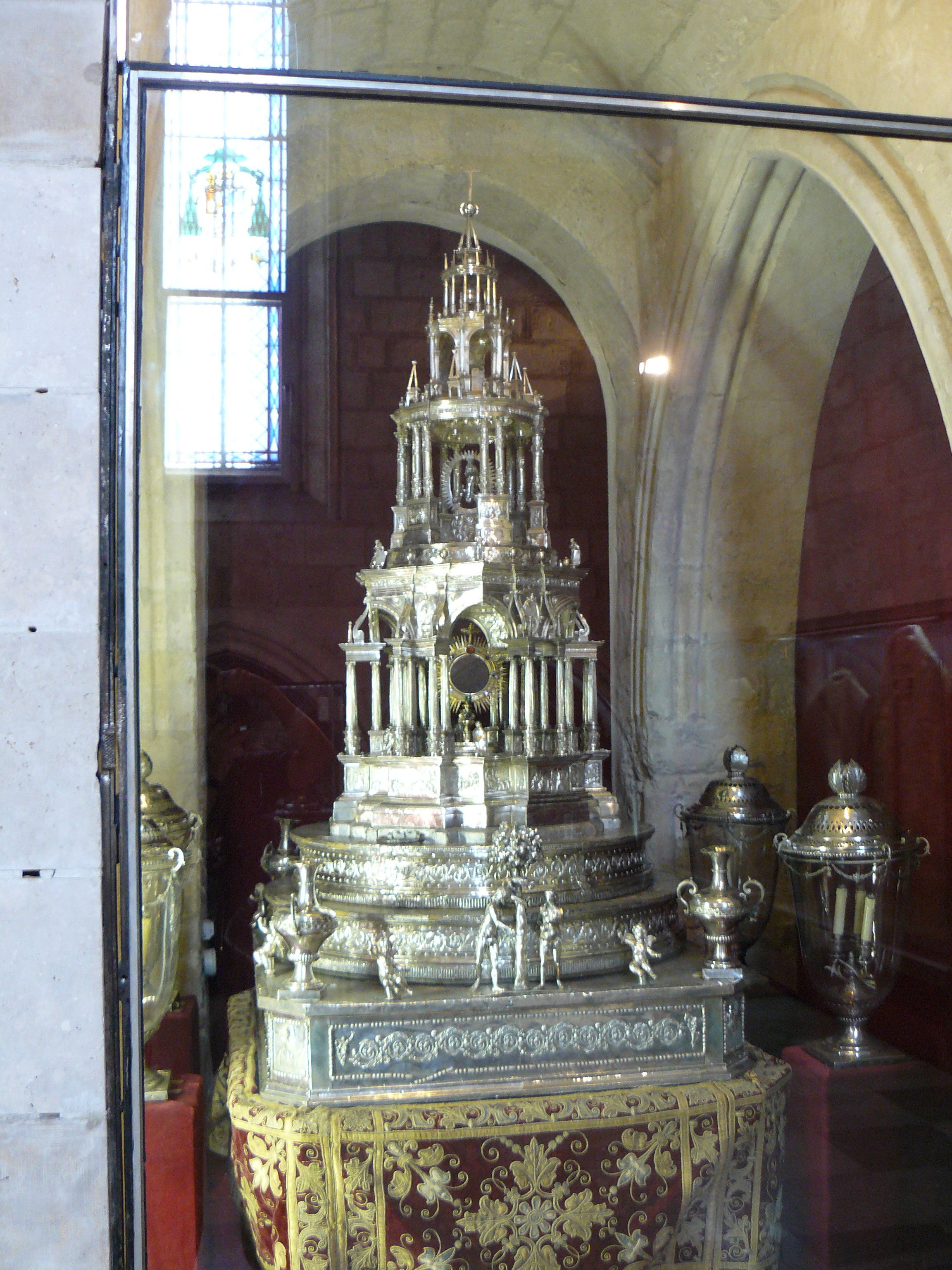
Custodia de Juan de Arfe, 1590, colocada en el interior de la antigua torre de la Colegiata.

La capilla dedicada a San Blas y San Juan Evangelista se construyó entre 1333 y 1337. Tiene planta casi cuadrada, cubierta con bóveda de crucería, cuyos nervios apoyan en los ángulos sobre capiteles policromados. En su muro oeste se abren tres nichos funerarios.
En este recinto han sido instalados los fondos de orfebrería del museo. El tesoro lo forman un altar de plata de la patrona del Cabildo catedralicio, labrado en estilo rococó por el vallisoletano Miguel Fernández y el cordobés Damián de Castro; la cruz renacentista de Manzanillo, original del palentino Paredes, cálices, copones y navetas góticas y renacentistas de diversas parroquias, una cruz de cristal de roca, marfiles, etc.

### Torre de la Colegiata
Desde un lado de la capilla anterior se ve el interior de la torre románica de la Colegiata, que también desempeñaba la función de pórtico. A comienzos del siglo XIV, la construcción de la capilla de San Blas y San Juan Evangelista cerró el paso a la Colegiata por esta puerta. En el hueco de la entrada, colocada en lugar preeminente, se halla la custodia procesional realizada por Juan de Arfe en 1590. Recibe el nombre de Adán y Eva en el Jardín del Edén, pues en su base se representa tal escena.

### Capilla de Santa Inés

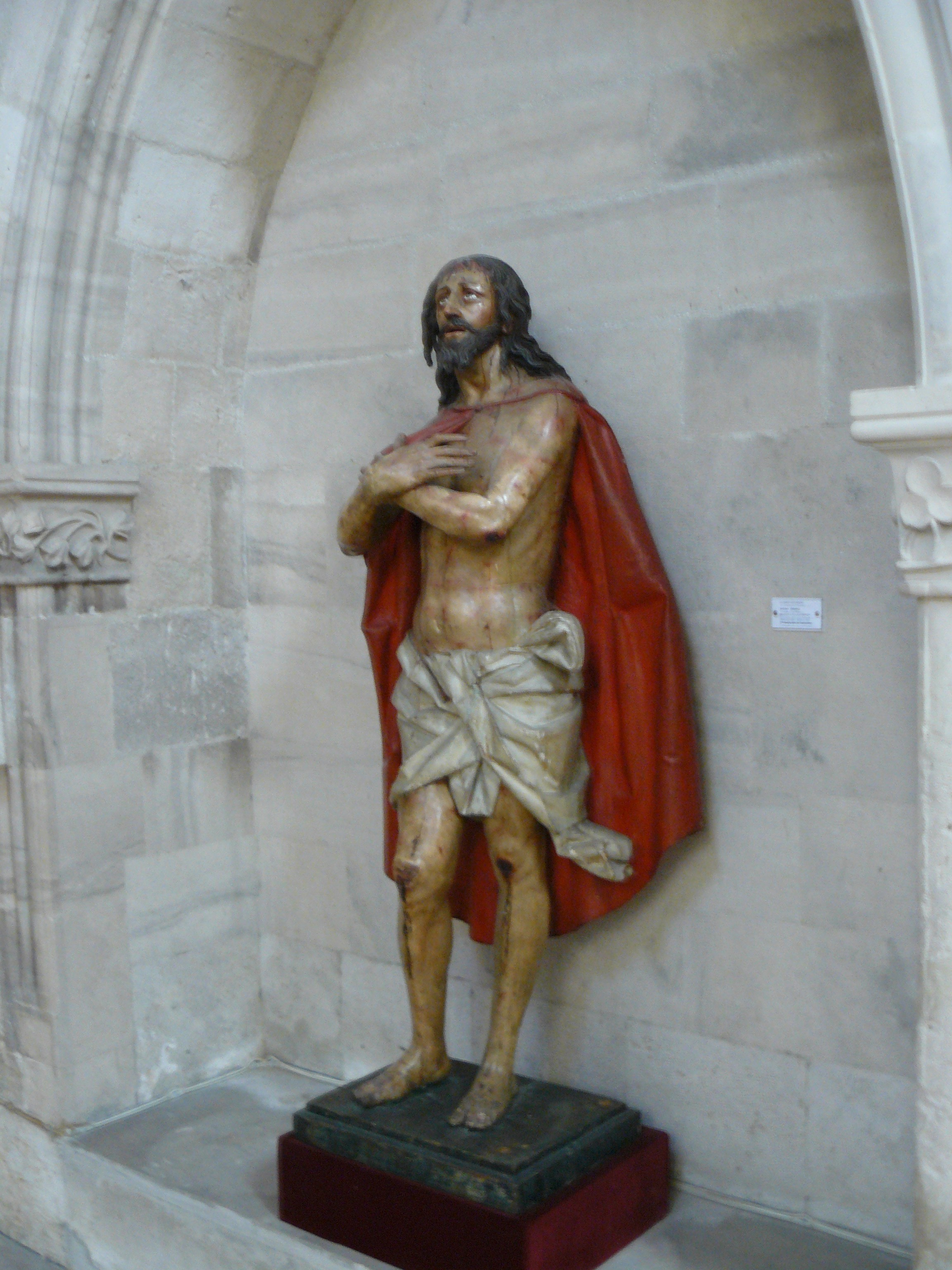
Ecce-Homo de Alonso de Rozas, en la capilla de Santa Inés.

La capilla de Santa Inés fue construida antes de 1333. De planta rectangular, se cubre con un artesonado mudéjar. Es una de las capillas que mejor conserva su original ambiente funerario, con siete arcosolios abiertos en sus muros. En ella se encuentra un Ecce-Homo de Francisco Alonso de los Ríos.

### Sala de Pintura Vicente Carducho
Esta capilla está situada en paralelo con los restos del muro norte de la Colegiata. Tiene planta rectangular, pero se ignora el tipo de cubierta original, así como su advocación. Alberga pinturas de los siglos XVI al XVIII. Actualmente se encuentra cerrada al público por obras de restauración.